# Honthem (België)
Honthem is een buurtschap van de Belgische gemeente Baelen, gelegen tussen Baelen en Dolhain op een hoogte van 275 meter.
De buurtschap is compact bebouwd en bestaat uit bouwwerken die in kalksteenblokken zijn gebouwd en van oorsprong uit de 17e en 18e eeuw stammen, hoewel ze vaak in de 19e en 20e eeuw gewijzigd werden.
Op Honthem 33 bevindt zich een poortje uit 1641.